# Mareshah
Mareshah (Μαρησά o Μαρίσσα) fou una ciutat de Judà que devia ser propera a Laquish.
Fou una de les ciutats fortificades de Rehoboam contra els filisteus.
Asa va trobar a aquesta ciutat a Zerah l'etíop, entre Marshah i Zephathah i el va derrotar.
En temps de Judes Macabeu fou ocupada pels idumeus però Judes la va recuperar i la va destruir; al cap d'uns anys els idumeus la van tornar a ocupar i Hircà I la va recuperar i va imposar als seus habitants i als idumeus la circumcisió conforme a llei si volien romandre al país. Hircà II la va entregar amb altres ciutats a Aretes rei dels nabateus, en pagament dels seus serveis.
Poc temps després fou restaurada per Gabinius i vers el 40 aC saquejada pels parts que la van deixar destruïda.
Correspon a la moderna Beit Jebrin.